# Phyllodontosuchus lufengensis
Phyllodontosuchus lufengensis è un rettile estinto, appartenente ai crocodilomorfi. Visse nel Giurassico inferiore (circa 198 - 192 milioni di anni fa) e i suoi resti fossili sono stati ritrovati in Cina.

## Descrizione
Questo animale è noto per un cranio frantumato, dalle caratteristiche insolite. La mascella superiore era dotata di 17 o 18 denti su ogni ramo. Questi denti erano differenziati: i primi cinque erano appuntiti, conici e ricurvi all'indietro. I successivi dodici erano a forma di foglia, o di vanga, sottilmente crenulati nella parte posteriore. Questi denti sono simili a quelli di alcuni dinosauri prosauropodi e dei dinosauri ornitischi, ma differiscono in alcune importanti caratteristiche. Ad esempio, i denti di Phyllodontosuchus erano privi delle creste e delle scanalature tipiche dei denti degli ornitischi arcaici come Lesothosaurus, e dei grandi dentelli tipici dei denti degli ornitischi e dei prosauropodi. Phyllodontosuchus era inoltre privo dell'osso predentale, che si rinviene in ogni dinosauro ornitischio. Il cranio, lungo poco più di 7 centimetri, era molto simile a quello degli sfenosuchi, un gruppo di crocodilomorfi basali, e nonostante le piccole dimensioni sembra fosse sprovvisto di suture: si pensa quindi che fosse appartenuto a un animale adulto. Phyllodontosuchus non doveva superare i 50 centimetri di lunghezza. 

## Classificazione
Phyllodontosuchus venne descritto per la prima volta nel 2000, sulla base di un cranio ritrovato nella formazione Lufeng nei pressi di Dawa (Yunnan, Cina). Il nome scientifico significa "coccodrillo dai denti a foglia", a causa dei caratteristici denti dell'animale. La caratteristica di avere denti diversi (eterodontia) è nota in altri sfenosuchi, come Dibothrosuchus, Pedeticosaurus, Hesperosuchus e Sphenosuchus. Queste forme avevano una simile divisione tra i denti anteriori appuntiti e ricurvi e quelli posteriori meno appuntiti; questa potrebbe essere stata la condizione ancestrale di Phyllodontosuchus. 

## Paleobiologia
Piccoli crocodilomorfi eterodonti sono inoltre conosciuti in altre linee evolutive, come Chimaerasuchus, Malawisuchus ed Edentosuchus. Si ritiene che questi animali avessero una dieta diversa da quella carnivora/piscivora dei moderni coccodrilli, ed è possibile che vi fosse un certo grado di dieta erbivora. Se Phyllodontosuchus si fosse nutrito di piante, non era probabilmente in grado di masticarle. 